# Karel Jaromír Erben
Pour les articles homonymes, voir Erben.
Karel Jaromír Erben (7 novembre 1811 Miletín près de Jičína – 21 novembre 1870 Prague) fut écrivain, poète et traducteur tchèque, historien littéraire et collecteur de chansons et contes de fées populaires tchèques, représentant du romantisme.

## Biographie
Il fréquenta un lycée à Königgrätz (Hradec Králové). En 1831 il commença des études de lettres, plus tard de droit à Prague.
En 1837 il devint stagiaire au tribunal criminel auprès de la municipalité de Prague, un an plus tard il commença à travailler au bureau fiscal de Prague.
Après 1843 il devint collaborateur de František Palacký au Musée national. Il triait des documents venus de Prague. Pendant cette activité, il arriva à persuader bien des villes de laisser plusieurs écrits au Musée national.
Il devint rédacteur du Journal Pragois en 1848 mais cessa d'y publier après que la constitution de Franz Seraph Stadion fut établie en mars 1849.
En 1850 il fut secrétaire et archiviste du Musée national mais il démissionna en 1851 pour devenir archiviste de la ville de Prague. Karel Jaromír Erben systématisa les archives pragoises. Il assista à l'exposition de Moscou en 1867.
Il tomba malade d'une maladie du poumon, plus tard de la tuberculose. Il mourut le 21 novembre 1870.

## Œuvres
- Kytice z pověstí národních (1853, complété en 1861) - Bouquet de poèmes nationaux. Ce recueil contient treize ballades dont "Le Vodník" et "La sorcière de l'après-midi", qui inspireront Antonín Dvořák.
- Prostonárodní české písně a říkadla, 1864.
- Sto prostonárodních pohádek a pověstí slovanských v nářečích původních (1865).
- Vybrané báje a pověsti národní jiných větví slovanských (1869).
- Písně národní v Čechách obsahuje 500 písní - Recueil de chansons.

### Traductions
- Les trois cheveux d'or du vieillard qui sait tout, Flammarion, 1952 ; 1994.
- Passetou, Siffletou et Miretou, Gründ, Paris, 1979.
- Karel Jaromír Erben et Božena Němcová, Cinq contes tchèques, Paris, Grund, 1999.

## Honneur
L'astéroïde (40106) Erben porte son nom.